# Carlos María Esquivel y Rivas
Carlos María Esquivel y Rivas – hiszpański malarz, syn również malarza Antonia Marii Esquivela.
Studiował malarstwo w Królewskiej Akademii Sztuk Pięknych św. Ferdynanda w Madrycie oraz w Paryżu. Był uczniem Léona Cognieta. Malował obrazy o tematyce historycznej, takie jak Prisión de Guatimocin i Vuelta del asistente de un oficial muerto en la guerra de África oraz porterty. Na zlecenie José Madrazo pracował w Muzeum Prado nad portretami do pocztu królów Hiszpanii.

## Wybrane dzieła
- Retrato de su mujer, 1855.
- Autorretrato, ok. 1856.
- Vuelta del asistente de un oficial muerto en la guerra de África, 1860.
- Prisión de Guatimocin, 1845.
- Don Favila
- Égica, rey godo, 1853.
- El rey godo Alarico, 1856.